# Шарлот дьо ла Мот, херцогиня дьо Вентадур
Шарлот дьо ла Мот Уданкур, херцогиня дьо Вентадур (на френски: Charlotte de La Motte Houdancourt, duchesse de Ventadour; * 1654, † 1744), известна просто като мадам Вентадур, е гувернантка на френския крал Луи ХV, която спасява живота му по време на епидемията от едра шарка през 1712 г. С това се превръща в герой на Франция и „спасител на династията“.

## Произход и семейство
Тя е дъщеря на Филип дьо ла Мот, маршал на Франция, и на Луиз дьо При, която също е била гувернантка на кралските деца. Такива между другото са също дъщерята и внучката на мадам Вентадур. Има две сестри.
През 1671 г. се омъжва за Луи Шарл дьо Леви, херцог дьо Вентадур, който по това време е управител на областта Лимузен. От него има само една дъщеря – Ан Женевиев.
Мадам е много предана на управляващата династия на Бурбоните. Отглеждането на деца е почти единственият смисъл в живота ѝ. Известната хронистка от епохата мадам дьо Севине я описва като „много грозна, физически деформирана и сексуално ощетена“.

## Гувернантка на кралските деца
До 1711 г. тогавашният френски крал Луи ХІV има многобройно наследство – син, трима внуци и двама правнуци. През 1697 г. първородният внук Луи дьо Бургон се жени за савойската принцеса Мария Аделаида, която тогава е още дете. Скоро тя му ражда син, който е наследник на короната и когото наричат Луи дьо Бретан. Това дете живее по-малко от година (1704 – 1705) и умира в необясними конвулсии. През 1707 г. тя ражда втори път момче със същото име. Този Луи дьо Бретан расте здрав и силен. През 1710 г. се появява трето момче – засега го наричат Луи д'Анжу, а по-късно той става крал Луи ХV.
По това време детската смъртност е в колосални размери – почти една трета от децата умират преди да са навършили три години. Главен причинител на това е едрата шарка, но и други болести имат принос. Когато се ражда вторият Луи дьо Бретан, кралят и втората му (тайна) съпруга – мадам дьо Ментнон – назначават Вентадур за негова гувернантка. Тя бързо се доказва като всеотдайна и любяща по отношение на детето. Три години по-късно на грижите ѝ е предоставено и малкото му братче.
В периода 1711 – 1712 г. Европа е пометена от мощна вълна на едрата шарка. В началото на февруари Мария Аделаида е обхваната от треска и не може да стане от леглото. Лекарите напохватно се опитват да ѝ помогнат с кръвопускане. Красивата дофина умира на 12 същия месец. Шест дни по-късно е последвана и от съпруга си. Така възпитаниците на Вентадур стават престолонаследници. Когато тя казва на по-голямото момче, Луи Жозеф Ксавие, че вече е дофин, той отвръща с думи, които я поразяват: „Не ме наричайте с това име – много е тъжно.“ На следващия ден и то се разболява. Борбата му за живот е кратка и безсмислена. На 8 март умира.

## Спасител на династията
Смъртта на толкова много близки на краля не е само негова лична трагедия. От прекъсване е заплашена самата династия на Бурбоните. Луи ХІV има двама живи внуци – единият е испанският крал Филип V, а другият е Шарл дьо Бери. Все пак той би предпочел на трона му да седне представител на пряката мъжка линия на рода, тоест дете на Луи дьо Бургон. Ето защо опазването на живота на последното му дете става най-важният въпрос в кралството. Вентадур, която приема загубата на Бретан като личен провал, сега решава да действа. Тя се затваря в една стая с момчето и дойката му, прекъсва всякакви контакти с външния свят. Не допуска лекарска намеса, защото вярва, че кръвопускането е убило майката и детето. Отказва да се подчини дори на думите на краля. От друга страна Луи ХІV си дава сметка, че нейното поведение може би е по-разумно и я оставя да прави каквото е решила. Подават ѝ храна за нея и дойката, докато дофинът е само на кърма. Тя лично проверява качеството на храната. И ето че като по чудо малкият Луи се съвзема, руменината по страните му се връща и след седмица той е напълно здрав.
По специална молба на Луи XV по време на коронацията му на Мадам дыо Вентадур е отредено почетно място. Младият крал е изключително близък със своята гувернантка. В знак на привързаност дори я нарича "Мама Вентадур". През 1717 г., когато детето вече е крал под името Луи ХV и навършва седем години, тя го предава за възпитание на мъжете. Става придворна дама на Елизабет Шарлот Пфалцка, вдовицата на Филип I д'Орлеан, брат на Луи ХІV. Умира през 1744 г. във Версай.

## Картина от Ларжилиер
Около 1720 г. Никола дьо Ларжилиер рисува за нея една от най-известните картини от епохата, която днес се пази в Лондон. Там до седналия Луи ХІV са изобразени синът му, Великият дофин и първородния му внук – Луи дьо Бургон. Мадам Вентадур също присъства, държаща мъничко дете, на възраст 2 – 3 години. И до днес не е докрай изяснено кое дете е искал да нарисува художникът. Хронологически е логично, че това е Луи дьо Бретан, който е на четири години, когато умира Великият дофин. Все пак повечето историци приемат, че е Луи ХV, защото неговият живот е спасила вярната гувернантка.